# 巴加尔 (加尔省)
巴加尔（法語：Bagard，法語發音：[baɡaʁ]）是法国加尔省的一个市镇，属于阿莱斯区。

## 地理
巴加尔（44°4'23"N, 4°3'3"E）面积14.55 平方千米，位于法国奧克西塔尼大區加尔省，该省份为法国南部沿海省份，南端濒地中海，北起顺时针与阿尔代什省、沃克吕兹省、罗讷河口省、埃罗省、阿韦龙省和洛泽尔省接壤。
与巴加尔接壤的市镇（或旧市镇、城区）包括：布瓦塞和戈雅克、热内拉尔格、里博特-莱塔韦尔讷、圣克里斯托尔-莱萨莱斯、圣让迪潘。

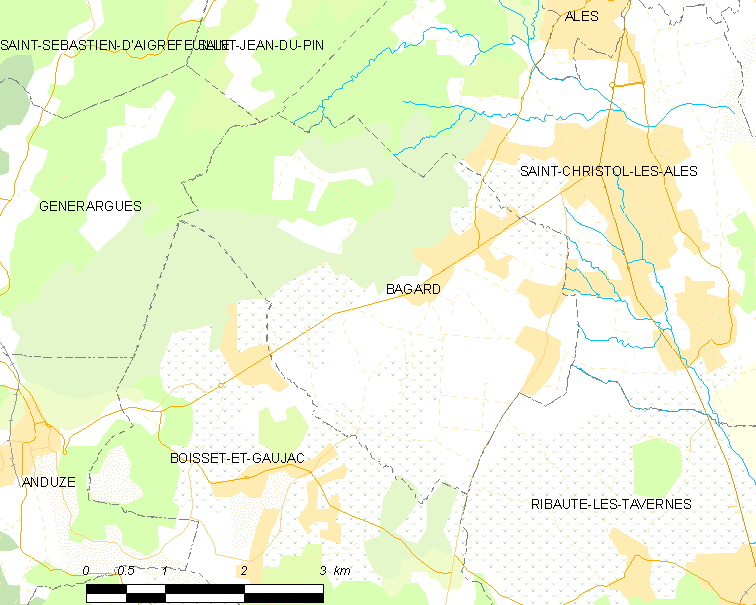
的OSM定位图

巴加尔的时区为UTC+01:00、UTC+02:00（夏令时）。

## 行政
巴加尔的邮政编码为30140，INSEE市镇编码为30027。

## 政治
巴加尔所属的省级选区为阿莱斯第一县。

## 人口

1962-2008年间人口变化图示

巴加尔于2022年1月1日时的人口数量为2595人。